# Пелих, Галина Ивановна
Гали́на Ива́новна Пе́лих (1922—1999) — советский и российский этнограф, доктор исторических наук, профессор.

## Биография
В 1930 году Галина Ивановна вместе с семьей переехала в г. Томск.
В 1939 году была принята в ряды ВЛКСМ.
В 1940 году окончила школу, а в 1945 окончила Томский государственный университет.
С 1946 года Галина Ивановна ассистентка, а с 1955 года старший преподаватель кафедры всеобщей истории Томского государственного педагогического института.
С 1959 года стала доцентом кафедры всеобщей истории.
С 1962 года доцент кафедры археологии и этнографии.
С 1976 года профессор кафедры древней и средней истории Томского государственного университета.
В 1977 году по приглашению академика А. П. Окладникова она перешла на работу в Институт истории, филологии и философии Сибирского отделения Академии наук СССР, проработав там старшим научным сотрудником до 1981.
С 1993 года работала профессором-консультантом кафедры археологии и исторического краеведения Томского университета.

## Научная деятельность
В 1954 году Галина Ивановна защитила кандидатскую диссертацию на тему: «Территориальная община у селькупов Нарымского края конца XIX — начала XX в.»
С 1959 по 1963 год проводила экспедиции с участием студентов к нарымским селькупам, хантам, шорцам. С 1960 по 1963 год Галина Ивановна руководила летней этнографической практикой студентов. В 1962 году состоялась экспедиция в Горную Шорию.
В 1972 году она защитила докторскую диссертацию на тему: «Происхождение и история селькупов».
Галина Ивановна провела исследование глобальной проблемы происхождения селькупов. Также она изучает вопросы методологии и методики этногенетических исследований.

## Основные публикации
- Территориальная община у селькупов Нарымского края конца XIX — начала XX в. // Сборник научных трудов кафедры всеобщей истории и истории СССР. Томск, 1961 (Труды ТГУ Т. 150);
- О «карагасах» Томской области (совместно с Н. В. Лукиной) // Труды ТГУ. 1963. Т. 165;
- К истории селькупского шаманства // Труды ТГУ 1964. Т. 167;
- Фольклор как средство расшифровки топонимов // Вопросы фольклора. Томск, 1965;
- О методике научной классификации петроглифов // Советская этнография. 1968. № 3. С. 68-76;
- Происхождение селькупов. — Томск: Изд. ТГУ, 1972. — 424 с. — 500 экз.
- Маршрутами полевой и теоретической этнографии. Рассказывает Г. И. Пелих. Новосибирск, 1979. 47 с.;
- Селькупы XVII в. Новосибирск, 1981. 424 с.;
- Обские Каяловы о реке Каяла // Вопросы географии Сибири. Вып. 21 / Под. ред. А. М. Малолетко. — Томск: ТГУ, 1995. — С. 67—81. — 180 с. — 300 экз.
- Г. Н. Потанин (совместно с А. Т. Топчим). Томск, 1997.

## Семья
Мать — Селиванова Фомаида Николаевна
Отец — Ян (Иван) Адамович Вылевко
Муж — Пелих С.Т